# Fortunato Speziali
Fortunato Speziali (Sant'Ilario dello Ionio, 11 settembre 1930) è un economista italiano.

## Biografia
Nato in Sant'Ilario dello Ionio ha conseguito la laurea in giurisprudenza ed è stato nominato ufficiale nell'Arma dei Carabinieri, prestando servizio a Roma e Napoli tra il 1957 e il 1958.
Nel 1959 ha iniziato l'attività di cassiere presso Banca d'Italia divenendo nel 1986 direttore del servizio cassa centrale e assumendo la funzione di Cassiere Centrale. In tale ruolo, ha apposto la propria firma unitamente a quella dei Governatori Ciampi e Fazio su tutte le banconote in circolazione. Era bonariamente soprannominato "la firma più diffusa in Italia".
Il 31 ottobre 1995 è andato in pensione.